# Предупреждение учёных мира человечеству
Предупрежде́ние учёных ми́ра челове́честву (англ. World Scientists' Warning to Humanity) — вышедший в 1992 году манифест Union of Concerned Scientists и более 1700 учёных, в том числе подписанный большинством[уточнить] Нобелевских лауреатов в области науки: предостерегающий о том, что «люди и природа находятся на траектории столкновения», и что «необходимо великое изменение в нашем управлении Землёй и жизнью на ней, чтобы избежать огромных человеческих страданий».
Спустя четверть века, в 2017 году вышло Второе «Предупреждение человечеству» (A Second Notice — World Scientists Warning to Humanity), а в 2019 году — «Предупреждение учёных мира о чрезвычайной климатической ситуации» (World Scientists’ Warning of a Climate Emergency).

## Описание
В манифесте заявлялось, что необходимы неотложные изменения, чтобы избежать последствий, которые несёт нынешний курс. Учёные выразили озабоченность по поводу уже существующего или потенциального ущерба для планеты, связанного с истощением озонового слоя, пресной воды, морской жизни, а также наличием мёртвых зон океанов, потерей лесов, уничтожением биоразнообразия, изменением климата и продолжающимся ростом населения.
Манифест организовали Union of Concerned Scientists — во главе с его председателем Г. У. Кендаллом. «Предупреждение человечеству» иногда противопоставляют манифесту Heidelberg Appeal.
Спустя четверть века, в 2017 году в журнале BioScience появилось Второе «Предупреждение человечеству» (A Second Notice — World Scientists Warning to Humanity), подготовленное международной командой под началом У. Риппла и подписанное 15 364 учёными из 184 стран — самым когда-либо наибольшим числом в подобном случае, ещё более 5 тысяч учёных добавили свои подписи после публикации. В нём отмечалось, что «за исключением стабилизации озонового слоя стратосферы, человечеству не удалось добиться достаточного прогресса в общем решении предвиденных экологических проблем, и тревожно, что большинство из них становится намного хуже». Особенно опасной названа «нынешняя траектория потенциально катастрофического изменения климата из-за роста объёма выбросов парниковых газов»; указано и на начавшееся шестое массовое вымирание.
5 ноября 2019 года журнал BioScience опубликовал, инициированное в частности У. Рипплом, обращение «Предупреждение учёных мира о чрезвычайной климатической ситуации» (World Scientists’ Warning of a Climate Emergency), которое подписали 11 258 ученых из 153 стран. В обращении заявляется, что Земля находится в «чрезвычайной климатической ситуации», а «климатический кризис наступил и усугубляется гораздо быстрее, чем ожидало большинство». Без коренного изменения курса в области климатической политики будет невозможно предотвратить «невыразимые человеческие страдания»: «из представленных данных очевидно, что нам грозит климатическое бедствие».
В июле 2021 года было также опубликовано Предупреждение ученых мира о чрезвычайной климатической ситуации 2021 года, год спустя (в октябре в журнале BioScience, авторства У. Риппла) вышел следующий подобный доклад. Он является обновлением статьи, вышедшей в BioScience три года назад, подписи под которой продолжают собираться и насчитывают уже более 14 тыс. ученых из 158 стран мира. Также был выпущен документальный фильм, который можно посмотреть онлайн (видеохостинг YouTube).